# Mário Fernando Duarte
Mário Fernando Duarte, mais conhecido como Marinho (22 de agosto de 1972) é um jogador da selecção portuguesa de Futebol de Praia. Atua como defensor.

## Títulos
- Copa Latina: 2000.
- Copa do Mundo: 2001.
- Copa Européia de Futebol de Praia: 2006.
- Liga Europeia de Futebol de Praia 2007.